# Dartmouth Castle
Dartmouth Castle er et artillerifort, der er opført for at beskytte havnen i Dartmouth. De tidligste dele af fæstningen stammer fra 1380'erne, og de blev opført ved udmundingen af floden Dart for at imødegå truslen fra Frankrig. Det inkorporerede et kapel og skulle kunne tage kampen op med skibe med katapulter og tidlige kanoner. Mod slutningen af 1400-tallet blev fæstningen udvidet med et tårn til artilleri og en jernkæde, der kunne lægges tværs over havnen til et tårn ved Godmerock; det er det tidligst kendte kystartilleri i Storbritannien. Der blev tilføjet et kanonbatteri for at skræmme franskmændene fra at invadere i 1540'erne.
Fæstningen blev brugt under den engelske borgerkrig fra 1642 til 1646, hvor det blev tydeligt, at den var sårbar overfor angreb fra land, hvilket resulterede i at Gallants Bower, der ligger over Dartmouth Castle, blev brugt til at beskytte den yderligere. I 1748 blev der tilføjet et nyt kanondæk kaldet Grand Battery, som indeholdt 12 kanoner. Efter mange års forfald i begyndelsen af 1800-tallet blev fæstningen opgraderet i 1859 med et moderne artilleri, men at kunne beskytte havnen Dartmouth var ikke længere en militær prioritet. I begyndelsen af 1900-tallet blev Dartmouth Castle betragtet som overflødig af myndighederne, der åbnede den for besøgende. Under både første og anden verdenskrig blev den brugt militært, men i 1955 blev den endeligt trukket ud af militær tjeneste. I 2000-tallet drives den af English Heritage og i 2007 havde den 37.940 besøgende.